# Figură de stil
Figurile de stil sunt procedee prin care se modifică înțelesul propriu al unui cuvânt sau construcția gramaticală uzuală pentru a da mai multă forță unei imagini sau expuneri. În prezentarea celor mai importante figuri de stil se ține seamă de gradul lor de complexitate și de relațiile care se stabilesc între ele.
Figurile de stil pot fi definite drept cuvinte sau grupuri de cuvinte (expresii) ce modifică raporturile firești dintre semnificant și semnificat. Modificarea este înregistrată ca o deviere de la modul curent, „normal” în care se realizează corespondența dintre obiectul desemnat și cuvântul ce-l denumește.

## Clasificare

### Figuri de stil la nivelul literelor

#### Aliterația
Aliterația constă în repetarea consoanelor sau silabelor inițiale
| “               | Nunta Zamfirei | ” |
| — George Coșbuc |                |   |

#### Asonanța
Asonanța constă în repetarea unor vocale cu efect sonor.

| “             | În grădina lui Ion | ” |
| — din folclor |                    |   |

#### Onomatopeea
Onomatopeea este un cuvânt alcătuit pe modelul armoniilor imitative, prin care se imită sau sugerează sunete naturale. 
 
Ex.:Tropotele de pe coridor i-au determinat să iasă din sala de ședințe. 

#### Sincopa
Sincopa constă în eliminarea unui sunet sau grup de sunete în interiorul unor cuvinte.

Ex.:  dom’le, mulț'im  (în loc de mulțumim)

#### Afereza
Afereza constă în eliminarea unui sunet sau grup de sunete de la începutul unui cuvânt.

Ex.:  ’nalt, ’ngrămădeală 

#### Apocopa
Apocopa constă în căderea unui sunet sau grup de sunete de la sfârșitul unui cuvânt.

Ex.: copilu’, săru’ mâna 

### Figuri de stil la nivel morfologic și sintactic

#### Repetiția
Repetiția constă în repetarea unui cuvânt sau a unei expresii în diferite poziții ale enunțului.

La rândul ei, poate apărea în forma de:
- Anafora - care constă în repetarea unui cuvânt sau a unei expresii în propoziție și a unor propoziții în frază, pentru a accentua o anumită idee.

Ex.: Era casa pe care și-o dorise din copilărie, casa pe care o visase de atâtea ori, casa pe care de atâtea ori o desenase, casa perfectă; casa pe care nu și-o putea însă permite.
- Epifora - care constă în reluarea unui cuvânt la sfârșitul unei propoziții sau a unei propoziții la sfârșit de frază.

Ex.:  În guvern se fură, în parlament se fură, în justiție se fură, până și din Biserică se fură.
- Anadiploza - care constă în reluarea ultimei părți dintr-o propoziție în propoziția următoare.

Ex.: Au năpustit în biroul directorului angajații, angajați care nu și-au primit salariile de trei luni.
- Antanaclaza - care permite realizarea unor jocuri de limbaj prin repetarea unui cuvânt, figură de stil bazată pe polisemie și omonimie.

Ex.: În acestă problemă ar trebui să arate că este moț și nu cu moț.

#### Enumerația
Enumerația constă în prezentarea succesivă a unor fapte sau aspecte. Relația ce se stabilește între termenii enumerării este una de coordonare.

Enumerarea poate fi întâlnită sub formă de:
- Polisindet - enumerație în care elementele enunțului sunt legate prin conjuncții.

Ex.: Nici nu mai vrea să locuiască împreună cu părinții, nici singură nu vrea să stea.
- Epimona – constă în utilizarea în mod excesiv a conjuncțiilor coordonatoare.

Ex.: Fata asta este și inteligentă, și frumoasă, și harnică, și tot ce-ți poți dori.

#### Asindet
Asindetul constă în suprimarea conjuncțiilor coordonatoare dintre cuvinte sau dintre propoziții.

Ex.:Toți, politicieni, manifestanți, polițiști, au cântat împreună până au răgușit.

#### Elipsa
A nu se confunda cu elipsa, o curbă geometrică plană.
Elipsa constă în suprimarea unei părți din enunț, pentru că este neesențială sau se poate deduce din context.
Ex.: Primul motiv vi l-am explicat. Iar al doilea derivă direct din primul. (se evită repetarea cuvântului motiv).

#### Aposiopeza
Aposiopeza este procedeul de întrerupere a enunțului, partea omisă fiind considerată de prisos sau subînțeleasă.

Ex.:Banca i-a anunțat de furtul din conturi. Cine însă le va da banii înapoi...

#### Brahilogia
Brahilogia constă în evitarea reluării în enunț a unor termeni exprimați anterior.

Ex.:Unii studenți au lipsit de la conferință, alții au fost prezenți și foarte activi. 

#### Anacolutul
Anacolutul este o construcție gramaticală greșită, ce ilustrează lipsa de cultură sau lipsa de logică a unor enunțuri formulate de unele persoane.
| “                                     | Dați-mi voie! Dați-mi voie! (...) Din doua una, dați-mi voie: ori să se revizuiască, primesc! dar sa nu se schimbe nimica, ori sa nu se revizuiască primesc! dar atunci să se schimbe pe ici pe colo, și anume în punctele esențiale. Din această dilemă nu puteți ieși... Am zis! | ” |
| — O scrisoare pierdută, I.L.Caragiale | |   |

#### Inversiunea
Inversiunea constă în răsturnarea cuvintelor în propoziție, pentru a pune în evidență un anumit termen. Exemple:

Impertinentul participant a fost scos afară din sala de conferințe.

Deșteptul copil a luat nota 10.

#### Hiperbatul
Hiperbatul este o inversare în topica normală prin care termenul asupra căruia se dorește atragerea atenției este plasat în final.

Ex.:Cine până la ora aceasta nu știe despre ce e vorba, va afla acum: discutam despre rolul Bisericii în stat. 

#### Apostrofa
Apostrofa este o întrerupere a expunerii în care vorbitorul adresează unui interlocutor (prezent sau absent) o întrebare, afirmație sau exclamație.

Ex.:Campania lor a avut rezultate foarte bune, dar cred oare domnii directori ai companiei că ne pot minți pe față?

#### Interogația (întrebarea) retorică
Interogația retorică este o întrebare la care nu se așteaptă răspuns, acesta fiind evident și cuprins sau sugerat în enunț.

Ex.:Poate cineva învăța într-o zi ceea ce noi studiem de ani buni?

#### Invocația retorică
Invocația retorică este o rugăminte adresată divinității, muzelor sau unor persoane reale pentru a cere ajutor.

| “                                | Cum nu vii tu,Țepeș Doamne, ca punând mâna pe ei Să-i împarți în două cete: în smintiți și în mișei | ” |
| — Scrisoarea III, Mihai Eminescu | |   |

#### Eufemismul
Eufemismul - constă în îndulcirea unei expresii dure sau jignitoare, prin înlocuirea ei cu alta.

Ex.: și-a pierdut viața, în loc de a murit.

#### Gradația
Gradația - constă în trecerea treptată,ascendentă sau descendentă, de la o idee la alta și prin care se urmărește scoaterea în evidență a ideii sau nuanțarea exprimării.
| “                             | Călăreții împlu câmpul și roiesc după un semn Și în caii lor sălbatici bat cu scările de lemn; Pe copite iau în fuga fața negrului pământ, Lănci scânteie lungi în soare, arcuri se întind în vânt; Și ca nouri de aramă și ca ropotul de grindeni, Orizontu-ntunecându-l, vin săgeți de pretutindeni... | ” |
| — Scrisoarea III, M. Eminescu | |   |

#### Imprecația
Imprecația - figură de stil prin care se exprimă, sub formă de blestem, dorința pedepsirii unei persoane.
| “                         | Te blestem sa te-mpuți pe picioare. Să-ți crească măduva, bogată și largă, Umflată-n sofale, mutată pe targă. Să nu se cunoască de frunte piciorul, Rotund ca dovleacul, gingaș ca urciorul. Oriunde cu zgârciuri ghicești mădulare, Să simți ca te arde puțin fiecare. | ” |
| — Blesteme, Tudor Arghezi | |   |

#### Invectiva
Invectiva - Exprimarea violentă, apostrofă necruțătoare la adresa unei persoane etc.
| “                                | Prea v-ați arătat arama, sfâșiind aceasta țară, Prea făcurăți neamul nostru de rușine și ocară, Prea v-ați bătut joc de limbă, de străbuni și obicei, Ca să nu s-arate-odată ce sunteți - niște mișei! | ” |
| — Scrisoarea III, Mihai Eminescu | |   |

### Figuri de stil la nivel semantic sau figuri de cuvânt

#### Comparația
Comparația este una dintre cele mai frecvente figuri de stil și constă în alăturarea a doi sau mai mulți termeni cu scopul evidențierii primului termen, dar nu se poate scrie decât sub forma epitetului personificator pentru a se alătura figurii de stil.
Originalitatea, care devine criteriul principal de apreciere a acestei figuri de stil în operele literare, poate fi realizată în următoarele tipuri de comparații, determinate de natura termenilor care se compară:
- un termen concret cu altul tot concret: „Pe un deal răsare luna, ca o vatră de jăratic“ (M. Eminescu, Călin - file din poveste)
- un termen abstract cu altul concret: „Trecut-au anii ca nori lungi pe șesuri“ (M. Eminescu, Trecut-au anii)
- un termen concret cu unul abstract: „Soarele rotund și palid se prevede printre nori | Ca un vis de tinerețe printre anii trecători“ (V. Alecsandri, Iarna)
- un termen abstract cu altul abstract: „Anii tăi se par ca clipe | Clipe dulci se par ca veacuri“ (M. Eminescu, O, rămâi)

Expresivitatea unei comparații este și în funcție de caracterul cât mai diferit al domeniilor din care provin termenii ei. O asociere între uman și vegetal întâlnim în poezia „Dar ochii tăi?“:
| “               | Dar ochii tăi? | ” |
| — Tudor Arghezi |                |   |

#### Metafora
Metafora este figura de stil prin care se trece de la sensul obișnuit al unui cuvânt la alt sens, prin intermediul unei comparații subînțelese. Procesul de realizare a metaforei constă în punerea semnului identității între două obiecte diferite (lucruri, ființe, persoane) prin numele lor, pe baza unei analogii.
Urmărind exemplul metaforei din poezia eminesciană Melancolie:
| “                | Melancolie | ” |
| — Mihai Eminescu |            |   |

se observă că această metaforă presupune o comparație inițială: „luna ca o regină moartă a nopții”, comparație bazată pe două similitudini: paloarea astrului și a unei ființe moarte, unicitatea lunii pe cerul nopții și prezența ei dominantă față de celelalte corpuri cerești. Metafore legate de lună apar și în alte poezii ale lui Mihai Eminescu, de exemplu, în Scrisoarea I:
| “                | Scrisoarea I | ” |
| — Mihai Eminescu |              |   |

În cazul imaginii artistice din poezia Melancolie, comparația apare prescurtată, în lipsa adverbului de comparație (cu valoare de prepoziție) ca și a termenului lună, în acest mod realizându-se concentrarea prin metaforă, care conferă o expresivitate sporită textului poetic. Contextul ajută la intuirea primului termen al presupusei comparații chiar în absența lui, ceea ce demonstrează că, în înțelegerea metaforei, nu se poate face abstracție de suportul contextului.
Metafora este o figură de stil esențială, întrucât ea stă la baza altor figuri, cum sunt personificarea, alegoria, metonimia, sinecdoca, epitetul.

##### Clasificarea metaforei
- Clasificarea, după Ortega y Gasset, - în metafora conștiinței-tablă (metaforă simplă cu o singură semnificație; sens denotativ - propriu) și metafora conștiinței-vas (metaforă complexă cu mai multe semnificații; sens conotativ)
- Clasificarea, după Tudor Vianu, - în metaforă explicită și metaforă implicită - in absentia (alcătuită dintr-un singur cuvânt cu valoare de sugestie, de regulă pe lângă o construcție verbală; se aseamănă cu simbolul)
- Clasificarea, după Lucian Blaga, - în metaforă plasticizantă și metaforă revelatorie.

#### Epitetul
Epitetul este figura de stil constând în determinarea unui substantiv sau verb printr-un adjectiv, adverb etc., menit să exprime acele însușiri ale obiectului care înfățișează imaginea lui așa cum se reflectă în simțirea și fantezia scriitorului.
„Epitetul nu este o figură de stil în sine, ci numai un purtător de figuri de stil. Orice atribut, nume predicativ sau circumstanțial de mod este numit epitet când conține în același timp o metaforă, o metonimie, o sinecdocă, o hiperbolă etc., sau când face el însuși să apară o asemenea figură. Dacă nu cuprinde așa ceva, atunci el nu este epitet.“
Nu orice element determinant (adjectiv sau adverb) este epitet. În situații ca cele din textele de mai jos determinarea este neutră din punct de vedere stilistic, fără să implice participarea imaginației sau afectivității scriitorului:
- „[...] și părinții, și frații, și surorile îmi erau sănătoși.“ (I. Creangă, Amintiri din copilărie)
- „Atâta obidă se abătu asupra lui, încât sub pleoapele închise închipuirea-i dădi buzna [...].“ (Ionel Teodoreanu, La Medeleni)

Dacă în cazul exemplului de mai sus reprodus din opera lui I. Teodoreanu, adjectivul „închise“ ar fi înlocuit cu altul, care să presupună o metaforă, cum ar fi „zăvorâte“, atunci termenul câștigă în expresivitate și devine epitet.
În versurile lui Tudor Arghezi din poezia Testament:
„În seara răzvrătită care vine
De la străbunii mei până la tine
[...]
Durerea noastră surdă și amară“,
epitetul „răzvrătită“ presupune la bază o personificare, iar epitetele „surdă“ și „amară“ sunt rezultatul unei metonimii în care s-a înlocuit efectul prin cauză.
Epitetele au rolul important de plasticizare a imaginii artistice precum și cel de atragere a  cititorului.

#### Metonimia
`Metonimia`-figură de stil înrudită cu metafora, care constă în înlocuirea cauzei prin efect, a efectului prin cauză, a operei cu numele autorului, a unui produs cu originea lui, a concretului cu abstractul etc., pe baza unei relații logice:
Ex:”La noi sunt cântece și flori,
Și lacrimi multe, multe…”  Goga
Metonimia poate exprima 
1) Cauza prin efect; 
2) Efectul prin cauza;
3) Denumirea recipientului în locul conținutului
4) Semnul în locul obiectului semnificat.

#### Sinecdoca
Sinecdoca este o figură de stil care constă în lărgirea sau restrângerea sensului unui cuvânt prin folosirea întregului în locul părții (și invers), a particularului în locul generalului, a materiei din care este făcut un lucru în locul lucrului însuși etc. Astfel, în expresia „50 de capete de vite“, „capete“ este folosit pentru a desemna animalele cu totul. În propoziția „Această firmă deține cele mai bune creiere din țară.“, „creiere“ desemnează oamenii cu cele mai strălucite minți.

#### Personificarea
`Personificarea` este figura de stil (procedeul artistic) prin care lucrurilor, obiectelor li se atribuie însușiri umane.
exemple: norii plâng; soarele râde; stelele clipesc; păsărelele șoptesc; vântul aleargă; sălciile triste; pisica vorbește lin.

#### Hiperbola
Hiperbola este un procedeu artistic prin care se exagerează intenționat, mărind sau micșorând, trăsăturile unei ființe, ale unui lucru, fenomen, sau eveniment, pentru a-i impresiona pe cititori.
Ex: "Gigantică poartă-o cupolă pe frunte,"
( G.Coșbuc "Pașa Hassan")

#### Antiteza
`Antiteza` este o figură de stil care constă în opoziția dintre două cuvinte, fapte, personaje, idei, situații. 
În creația lui M. Eminescu antiteza apare și în formularea unor titluri: Venere și Madonă, Înger și demon, Împărat și proletar.
Exemplu
„Ea un înger ce se roagă – El un demon ce visează;
Ea o inimă de aur – El un suflet apostat.” (M. Eminescu)

#### Cuvinte și expresii la figurat
Figuratul este o modificare a valorii semantice a cuvântului sau expresiei, utilizată în anumite împrejurări. Înțelesul devine altul decât cel uzual, propriu-zis. O figură de stil strâns înrudită cu figuratul este metafora.
Exemple de expresii la figurat:
- s-a dus de râpă, cu semnificația: s-a pierdut, s-a stricat, a eșuat
- i-a pus coarne (= l-a înșelat)
- a cincea roată la căruță (= inutilitate)
- valurile vieții (= întâmplările vieții)